# Laselektrode

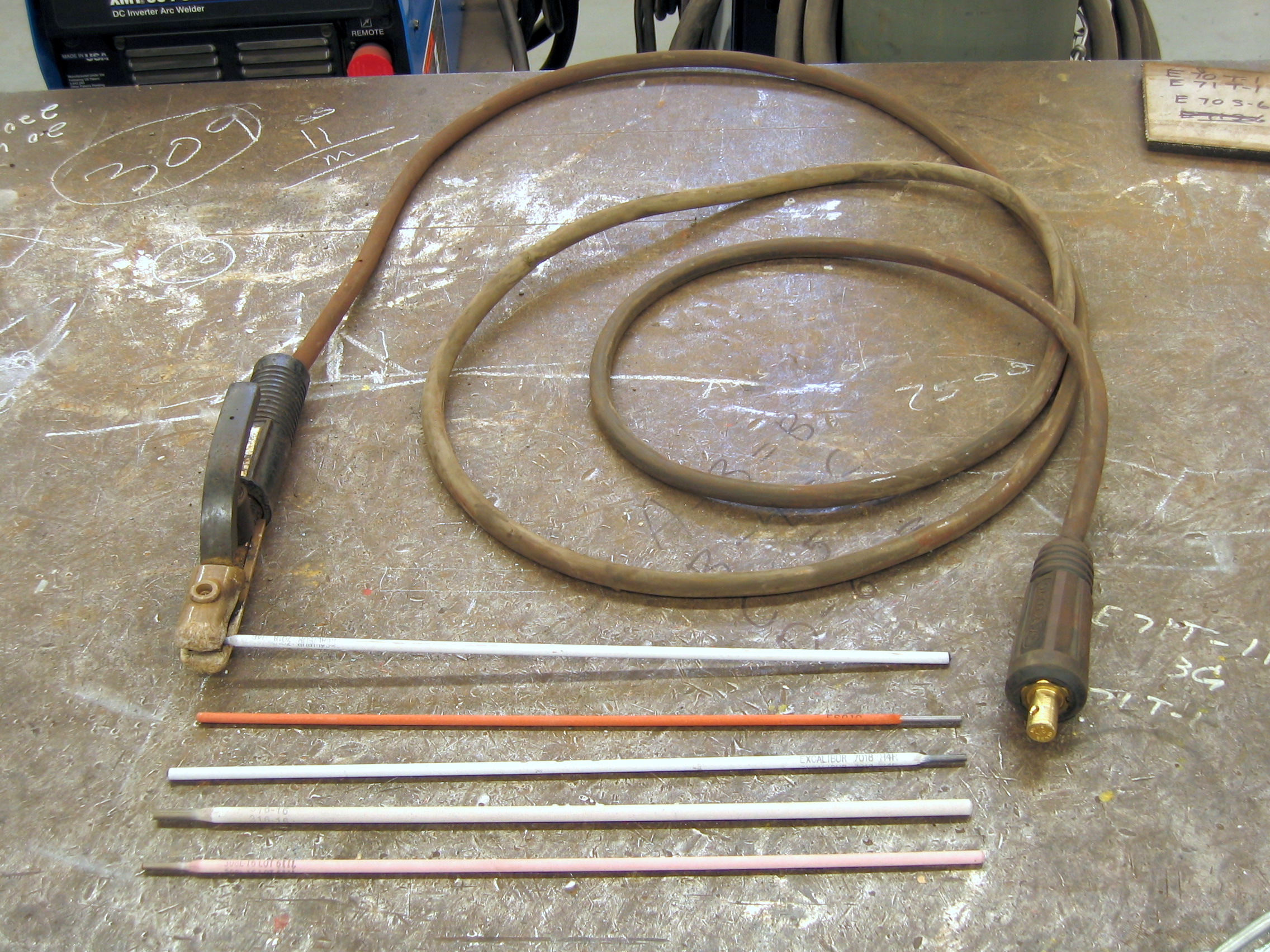
(afsmeltende) laselektroden die gebruikt worden bij lassen met beklede elektrode, in verschillende dikte en soort

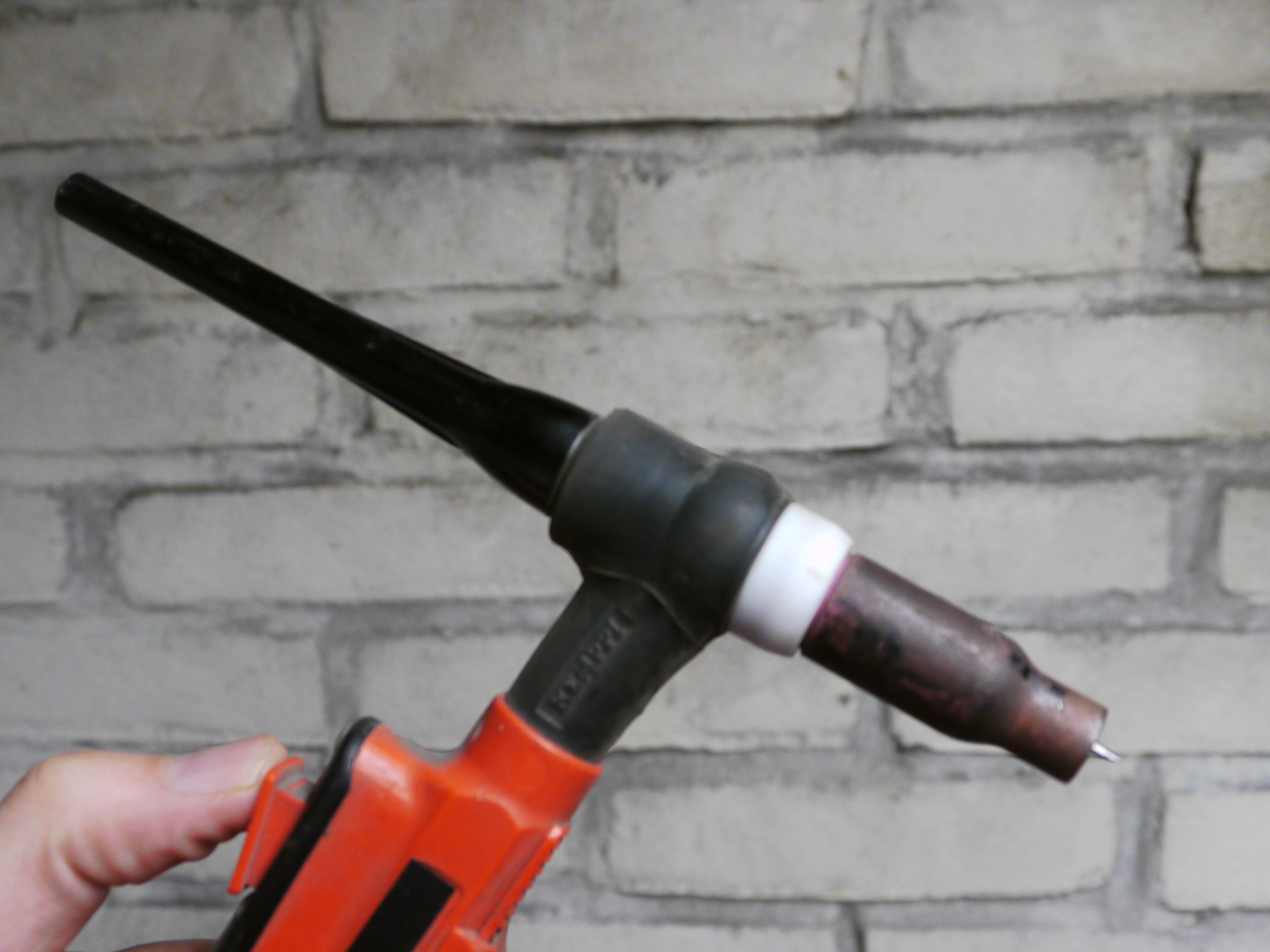
TIG-lastoorts. Het glimmende puntje rechtsonder is de niet-afsmeltende wolfraam-elektrode.

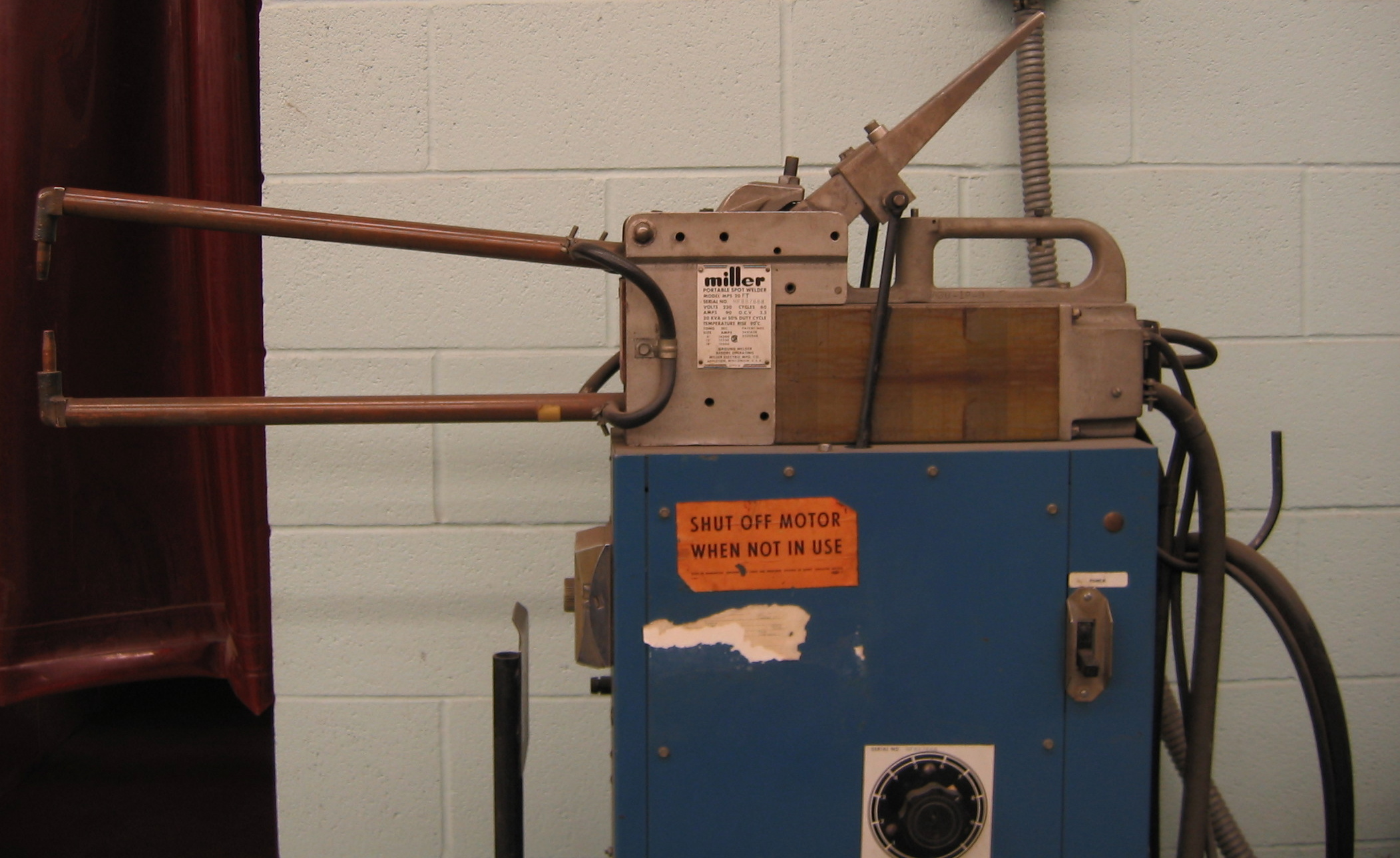
Puntlasapparaat. Helemaal links de elektroden waartussen het werkstuk wordt geklemd.

Een laselektrode is een elektrisch geleidend voorwerp, meestal een metalen staaf, dat wordt gebruikt bij de meeste lasprocessen waarbij een elektrische stroom wordt gebruikt om het werkstuk te verhitten.
Er worden twee groepen laselektroden onderscheiden:
- niet-afsmeltende elektroden: elektroden die doorgaans zijn gemaakt van een materiaal met een zeer hoog smeltpunt, zoals wolfraam; of elektroden die gemaakt zijn van een materiaal dat goed warmte kan geleiden en dat tijdens het lassen gekoeld wordt om smelten te voorkomen;
- afsmeltende elektroden: elektroden die tijdens het lasproces afsmelten en mechanisch aangevoerd worden. Dergelijke elektroden hebben dus een dubbele functie: het geleiden van stroom voor de verhitting en tevens het aanvoeren van lasmateriaal.

Een bijzondere vorm van lassen met afsmeltende elektrode is stift- of boutlassen: Daarbij smelt de elektrode alleen aan het uiteinde; het resterende deel van de stift of bout blijft intact.

## Voorbeelden
Laselektroden worden zowel toegepast bij verschillende typen booglassen als bij weerstandlassen.
Een voorbeeld van een niet-afsmeltende elektrode bij booglassen is het TIG-lassen: tussen de niet-afsmeltende wolfraamelektrode en het werkstuk wordt een vlamboog opgebouwd. Doorgaans is de elektrode negatief geladen en het werkstuk positief: elektronen (met negatieve lading) verlaten dan de elektrode en bombarderen het werkstuk, waar ze de meeste verhitting geven. Voorkomen wordt dat de elektrode zelf smelt. Soms is het desondanks noodzakelijk de elektrode ook nog met water te koelen.
Een voorbeeld van een afsmeltende elektrode bij booglassen is het lassen met beklede elektrode, ook wel 'elektrisch lassen' genoemd. Hierbij wordt de elektrode juist positief gemaakt, om te zorgen dat deze smelt.
Een voorbeeld van een niet-afsmeltende elektrode bij weerstandlassen is de gekoelde koperen elektrode die toegepast wordt bij het puntlassen. De twee aan elkaar te lassen werkstukken worden met kracht tussen twee elektroden geklemd, waarna een grote elektrische stroom door elektroden en werkstuk wordt geleid. De gekoelde elektroden smelten niet, maar het niet-gekoelde werkstuk smelt wel.
Een voorbeeld van een afsmeltende elektrode bij weerstandlassen is projectielassen. Een deel van de elektrode smelt daarbij af en levert het materiaal voor de lasverbinding.
Niet bij elk elektrisch lasproces wordt een elektrode toegepast. Bij het booglassen met roterende boog wordt er een vonkboog opgebouwd tussen de beide te lassen werkstukken zelf.
Ook komt het voor dat er meerdere elektroden worden gebruikt, bijvoorbeeld bij de atomaire-waterstoflasmethode, waarbij een boog tussen de twee niet-afsmeltende elektroden wordt toegepast, of bij het elektroslaklassen, waarbij twee of soms zelfs wel zes afsmeltende elektroden worden gebruikt.